# Cylindrosporium equiseti
Cylindrosporium equiseti är en svampart som beskrevs av W.C. Liu & R.L. Bai 2001. Cylindrosporium equiseti ingår i släktet Cylindrosporium, ordningen disksvampar, klassen Leotiomycetes, divisionen sporsäcksvampar och riket svampar.   Inga underarter finns listade i Catalogue of Life.